# 플랫헤드호

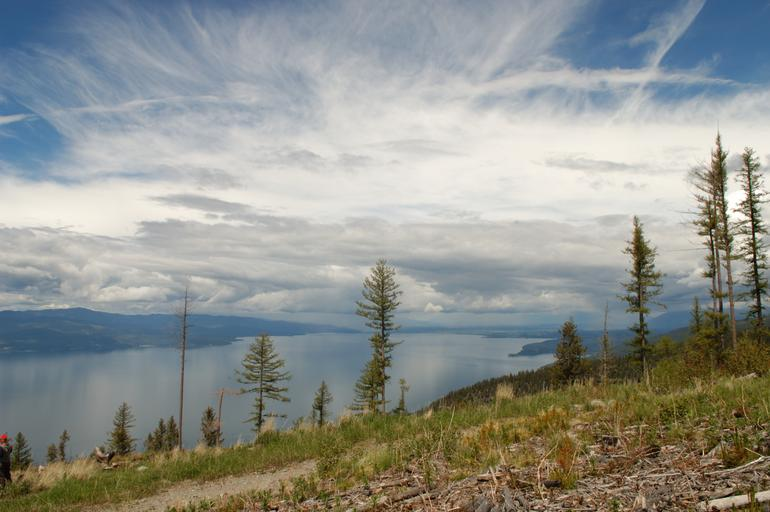
플랫헤드 호

플랫헤드 호(영어: Flathead Lake)는 미국 몬태나주에서 가장 큰 호수이다.